# Table des caractères Unicode
Unicode est une norme informatique développée par le Consortium Unicode qui vise à donner à tout caractère de n'importe quel système d’écriture de langue un identifiant numérique unique, et ce de manière unifiée, quelle que soit la plate-forme informatique ou le logiciel.
Unicode et la norme ISO/CEI 10646 attribuent à chaque caractère un nom officiel au sein d’un répertoire commun unifié entre toutes les langues et tous les usages. Dès que le répertoire commun est approuvé, les caractères sont groupés en blocs en fonction de leur usage et des écritures acceptées, et reçoivent une identification numérique unique appelée point de code, identifiée généralement sous la forme "U+...." (où "...." représente un nombre hexadécimal de 4 à 6 chiffres, entre U+0000 et U+10FFFF). La plage définie permet d'attribuer jusqu'à 1 114 112 points de code.

## Localisation des caractères par plan et par bloc
L’espace total de codage est divisé en 17 plans contenant chacun 65 536 points de code. Dans chacun des 17 plans, les deux derniers points de code sont alloués et réservés à des fonctions spéciales internes et non à des caractères, et ils ne doivent pas être utilisés pour le codage de textes. 
Chaque plan est subdivisé en blocs. Les blocs regroupent les caractères selon des critères d'appartenance logique à un groupe de caractères et n'ont par conséquent pas de taille fixe. Leur taille peut varier de quelques points de code à plusieurs milliers. Au sein d'un bloc, tous les points de code disponibles ne sont pas nécessairement alloués. 

## Tables des plans de points de code Unicode
La table suivante liste les 7 plans de points de code alloués dans les normes ISO/CEI 10646 et Unicode.
Note : Afin de limiter la taille des pages et de faciliter la navigation, chaque page présente une plage de 4096 points de code. Vous pouvez utiliser la palette de navigation en haut de chaque page pour passer d’une plage de 4096 points de codes à l’autre, ou encore d’un plan à un autre, ou pour afficher une carte d’allocation de chaque plan pour localiser les différentes écritures. En cliquant sur le nom d’un bloc, on affiche les informations plus détaillées sur le bloc, contenant les liens référençant les autres blocs contenant des caractères similaires.
Certaines de ces tables pourraient s'afficher mal sur votre écran, si vous n'utilisez pas ces polices de caractères sur votre ordinateur. Auquel cas il est possible de consulter ces tables en PDF (par exemple) en suivant les liens proposés dans l’entête de chacune des tables affichées.

### Plan multilingue de base (PMB /BMP)
Points de code U+0000 à U+FFFF.
Le plan multilingue de base (le premier, numéroté 0) est le plus utilisé car il contient la plupart des caractères utilisés par les langues modernes les plus courantes dans le monde.

### Plan multilingue complémentaire (PMC /SMP)
Points de code U+10000 à U+1FFFF.
Ce plan complémentaire (numéro 1) est utilisé pour les caractères d’écritures anciennes et des jeux de symboles.

### Plan sinographique complémentaire (PSC /SIP)
Points de code U+20000 à U+2FFFF.
Ce plan complémentaire (numéro 2) est utilisé pour des extensions nécessaires aux sinogrammes moins courants de l’écriture idéographique en Chinois, japonais, coréen et vietnamien (CJC), et pour l’écriture sinographique vietnamienne Chữ Nôm.

### Plan sinographique ternaire (PST /TIP)
Points de code U+30000 à U+3FFFF.
Ce plan complémentaire (numéro 3) est utilisé pour des extensions plus récentes nécessaires aux sinogrammes moins courants de l’écriture idéographique en chinois, japonais et coréen (CJC), et pour l’écriture sinographique vietnamienne Chữ Nôm.

### Plans complémentaires réservés
Points de code U+40000 à U+DFFFF.
Ces dix plans complémentaires (numéros 4 à 13) ne sont pas encore utilisés.

### Plan complémentaire spécialisé (PCS /SSP)
Points de code U+E0000 à U+EFFFF.
Ce plan complémentaire (numéro 14) peu utilisé contient des caractères de contrôle spéciaux.

### Plans complémentaires à usage privé
Ces deux plans complémentaires (numéros 15 et 16) sont entièrement assignés à un usage privé au gré de l’utilisateur (les textes contenant ces points de code sont valides, mais non interopérables sans agrément mutuel privé préalable) et étendent les points de code privés du plan multilingue de base.

#### Zone supplémentaire A à usage privé
Points de code U+F0000 à U+FFFFF.

#### Zone supplémentaire B à usage privé
Points de code U+100000 à U+10FFFF.